# Carneiros
Carneiros är en kommun i Brasilien.   Den ligger i delstaten Alagoas, i den östra delen av landet, 1 300 km nordost om huvudstaden Brasília. Antalet invånare är 8 290.
Omgivningarna runt Carneiros är huvudsakligen savann. Runt Carneiros är det ganska tätbefolkat, med 52 invånare per kvadratkilometer.